# Заповедня
Заповедня (пол. Zapowiednia) — село в Польщі, у гміні Пиздри Вжесінського повіту Великопольського воєводства.
Населення — 215 осіб (2011).
У 1975-1998 роках село належало до Конінського воєводства.

## Демографія
Демографічна структура станом на 31 березня 2011 року:
|          | Загалом | Допрацездатний вік | Працездатний вік | Постпрацездатний вік |
| -------- | ------- | ------------------ | ---------------- | -------------------- |
| Чоловіки | 106     | 21                 | 70               | 15                   |
| Жінки    | 109     | 24                 | 54               | 31                   |
| Разом    | 215     | 45                 | 124              | 46                   |